# Dyvi Anglia
Die Dyvi Anglia war der erste Neubau eines reinen Autotransporters heutiger Prägung (pure car carrier - PCC).

## Geschichte
Gebaut wurde das neuartige Fahrzeug bei der Werft Trosvik Verksted in Brevik. Der Antrieb bestand aus einem MAN-Siebenzylinder-Dieselmotor des Typs G7V40/60 mit 1870 PS.

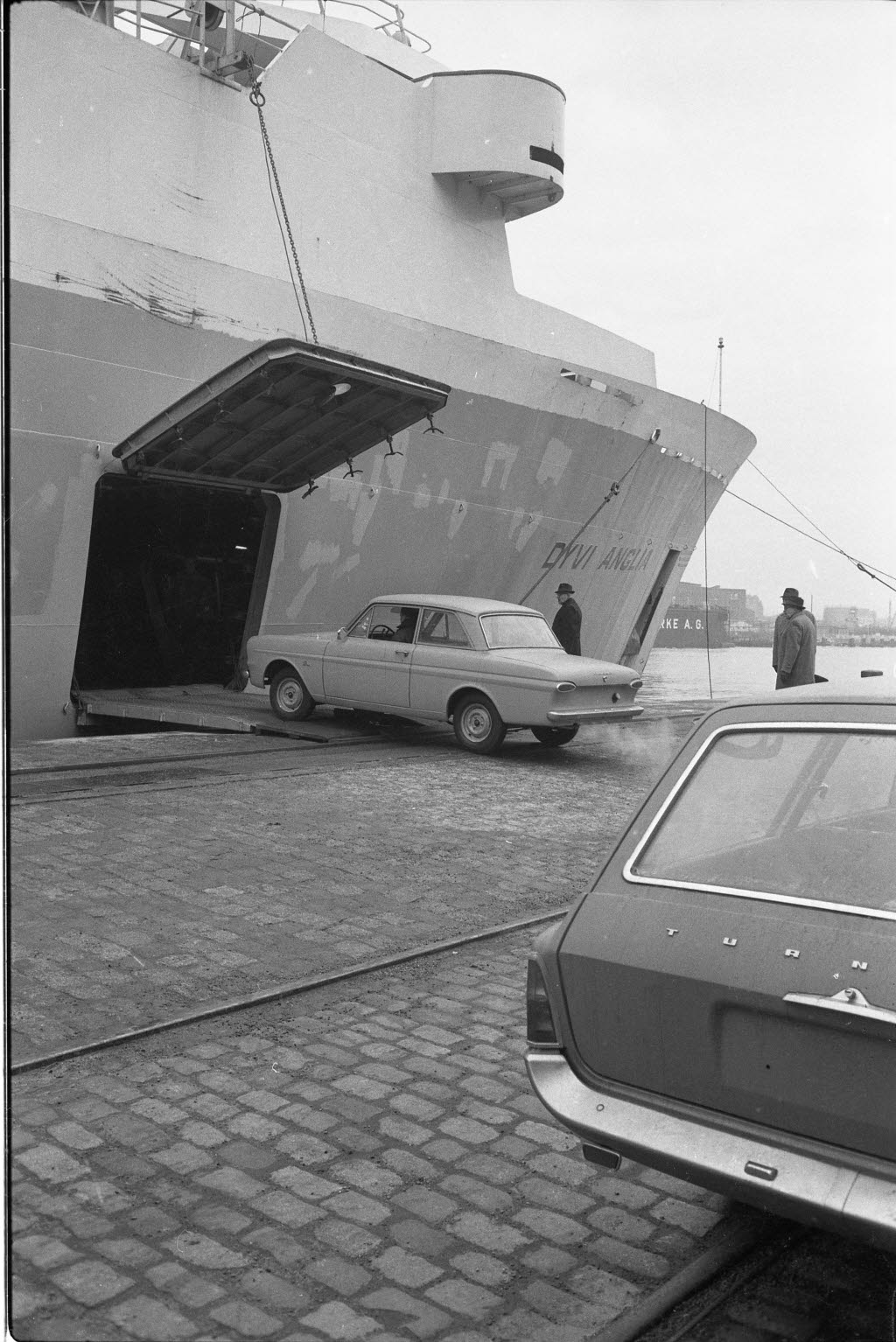
Autoverladung der Dyvi Anglia am Sartorikai in Kiel, 1965

Die Dyvi Anglia kam für die norwegische Reederei Jan-Erik Dyvi Skipsrederi in Fahrt und trat im April 1964 eine fünfjährige Charter für den Autohersteller Ford in Dagenham an.  Am 26. Juli 1968 lief das Schiff vor dem Dyna-Leutturm auf Grund, erlitt aber nur geringe Schäden. Im August 1968 wurde die Dyvi Anglia für 993.000 US-Dollar an die zur Grimaldi Group gehörigen Reederei Sicula Oceanica verkauft, bis 1971 aber unter dem bisherigen Namen weiterbetrieben. 1971 übertrug man das Schiff auf die Reederei Grimaldi Compagnia di Navigazione aus Palermo und benannte es zunächst in Anglia um. Ab 1973 fuhr das Schiff unter dem Namen Aquila.
Auf einer Reise von Neapel nach Dover geriet das Schiff am 7. Dezember 1979 südwestlich von Sardinien auf der Position 38,29°N; 007,10°E in Brand und traf am 14. Dezember 1979 im Schlepp in La Spezia ein, wo es schließlich aufgegeben und ab dem 12. Juni 1980 bei Cantiere della Palmaria verschrottet wurde.

## Ladungseinrichtungen
Wie bei der schon 1963 gebauten Aniara war die Dyvi Anglia als RoRo-Schiff ausgelegt, anders als die Aniara besaß die Dyvi Anglia aber kein eigenes Ladegeschirr mehr und zeigte auch in der Form der höheren Decksaufbauten mit Rolldecks und der vorne angeordneten Brücke die bis heute gültige Auslegung von Autotransportern.